# Polycrasta albipuncta
Polycrasta albipuncta är en fjärilsart som beskrevs av W. Warren 1902. Polycrasta albipuncta ingår i släktet Polycrasta och familjen mätare. Inga underarter finns listade i Catalogue of Life.